# Lista de segmentos do mercado turístico
Esta é uma lista de segmentos do mercado turístico.

## Segundo a faixa etária
- Turismo infantil
- Turismo de juventude
- Turismo da melhor idade

## Segundo o nível de renda
- Turismo popular
- Turismo de classe média(Turismo de massa)
- Turismo de luxo

## Segundo o meio de transporte
- Turismo aéreo
- Turismo rodoviário
- Turismo ferroviário
- Turismo marítimo
- Turismo fluvial ou lacustre
- Turismo espacial
- Cicloturismo

## Segundo a duração
- Turismo de curta duração
- Turismo de média duração
- Turismo de longa duração

## Segundo a distância do mercado consumidor
- Turismo local
- Turismo regional
- Turismo nacional
- Turismo continental
- Turismo intercontinental

## Segundo o gênero de grupo
- Turismo individual
- Turismo de casais
- Turismo de famílias
- Turismo de grupos
- Turismo LGBT
- Turismo de solteiro

## Segundo sentido do fluxo turístico
- Turismo emissivo
- Turismo receptivo

## Segundo a geografia do destino
- Turismo de praia
- Turismo de montanha
- Turismo de campo
- Turismo de neve

## Segundo aspectos culturais
- Turismo cultural
  - Turismo étnico
  - Turismo religioso
    - Turismo de peregrinação

  - Turismo histórico
  - Turismo educacional
  - Turismo científico
    - Turismo astronômico
    - Turismo espacial
    - Turismo ufológico
    - Turismo paleontológico

  - Turismo de congresso
  - Turismo de intercâmbio
- Turismo gastronômico

## Segundo a urbanização do destino
- Turismo de metrópoles
- Turismo de pequenas cidades
- Turismo rural
  - Enoturismo
  - Agroturismo
- Turismo de áreas naturais
  - Ecoturismo
  - Turismo de caça

## Segundo a motivação
- Turismo de negócios
  - Turismo de compras (consumo)
  - Turismo de incentivo
- Turismo de eventos
- Turismo de lazer
  - Turismo balnear
  - Turismo de sol e mar
  - Turismo termal
  - Turismo náutico
  - Turismo de férias
  - Turismo de repouso
- Turismo de saúde
  - Turismo médico
  - Turismo de montanha
- Turismo desportivo
  - Turismo esportivo
  - Turismo de aventura
- Turismo de pesca